# Nomenclatură Combinată
Nomenclatura Combinată este o nomenclatură a mărfurilor care conține coduri formate din opt cifre. Nomenclatura Combinată este utilizată la nivelul Uniunii Europene pentru comerțul exterior în cadrul Politicii Comerciale Comune, în special în Tariful Vamal Comun, statisticile Eurostat și oficiile naționale de statistică.
Nomenclatura Combinată a fost introdusă prin Regulamentul (CEE) nr. 2658/87 al Consiliului din 23 iulie 1987 privind Nomenclatura tarifară și statistică și Tariful Vamal Comun.

## Istorie
Scopul principal al Nomenclaturii Combinate este acela de a face posibilă înregistrarea comerțului intracomunitar (Intrastat) și a comerțului exterior comunitar (Extrastat). Pe de altă parte, codurile tarifare vamale joacă un rol central în utilizarea procedurilor vamale simplificate. Doar codurile tarifare vamale aprobate pot fi înregistrate în procedura simplificată.
Fiind baza clasificării tarifare vamale a mărfurilor, Nomenclatura Combinată este utilizată, de asemenea, și de statele care au încheiat acorduri comerciale bilaterale cu Uniunea Europeană (de exemplu Turcia).
Nomenclatura Combinată a înlocuit Nomenclatura pentru statisticile de import și export ale Comunităților Europene, în vigoare până în 1988, codurile și descrierea produselor stabilite ca bază a nomenclaturii Tarifului Vamal Comun. Începând din ianuarie 1988 baza pentru Nomenclatura Combinată a fost Sistemul Armonizat pentru descrierea și codificarea mărfurilor al Organizației Mondiale a Vămilor, ale cărui șase cifre au fost extinse la opt cifre incluzând astfel subpozițiile Nomenclaturii Combinate.
În principiu, cel târziu la 31 octombrie în fiecare an este emisă Nomenclatura Combinată actualizată pentru anul următor. Odată cu actualizarea, unele mărfuri pot să dispară din lista Nomenclaturii Combinate, rezultând astfel o nouă clasificare a mărfurilor. De asemenea, regimul vamal simplificat trebuie ajustat corespunzător. Nomenclatura Combinată este publicată o dată pe an în Jurnalul Oficial al Comunităților Europene.

## Structura Nomenclaturii Combinate
Nomenclatura Combinată conține 21 de secțiuni numerotate cu cifre romane. Aceste secțiuni sunt împărțite în 97 de capitole. De exemplu Secțiunea XI Materiale textile și articole realizate din acestea, Cap. 61 aparține Secțiunii XI și include Îmbrăcăminte și accesorii vestimentare, tricotate și croșetate. De asemenea, secțiunile Nomenclaturii Combinate joacă un rol important în reglementarea pieței mărfurilor și în sistemul restituirilor sumelor aferente exportului de mărfuri.
Primele opt cifre ale nomenclaturii TARIC (Tariful vamal integrat al Comunităților Europene) sunt identice cu cele ale Nomenclaturii Combinate existând astfel o codificare uniformă în scopuri vamale și statistice. Totuși, nomenclatura TARIC este subdivizată prin cea de-a 9-a cifră în subpoziții tarifare.

## Reguli generale pentru clasificarea mărfurilor
Pentru stabilirea codului corespunzător unei mărfi în Nomenclatura Combinată - denumită „clasificare” - se aplică câteva principii. Acestea sunt Regulile generale pentru clasificarea mărfurilor. În scopul stabilirii corecte a codului tarifar sau în cazul în care există incertitudini sau ambiguități privind clasificarea tarifară, se poate apela la „Informațiile obligatorii privind tariful vamal” care reprezintă decizii ale Uniunii Vamale Europene pentru clasificarea mărfurilor.
Pentru clasificarea mărfurilor, după Regula generală nr. 1, textul pozițiilor și notele secțiunilor și ale capitolelor - dacă nu există alte prevederi pentru anumite poziții tarifare sau în notele secțiunilor și capitolelor - se aplică Regulile generale de la nr. 2 până la nr. 6.
Regulile generale se aplică doar dacă nu există reguli speciale corespunzătoare unei poziții sau nu este altfel specificat în notele secțiunilor sau capitolelor. Pentru corecta clasificare tarifară a mărfurilor este întotdeauna necesar să se stabilească dacă regulile generale sunt aplicabile sau nu. 

## Structura unui cod
Exemplu pentru scrierea unui cod al Nomenclaturii Combinate: 1001 10 00 00 0
Componența unui cod este următoarea:
- prima și a 2-a cifră: capitolul din nomenclatura Sistemului Armonizat;
- a 3-a și a 4-a cifră: poziția din Sistemul Armonizat;
- a 5-a și a 6-a cifră: subpoziția din Sistemul Armonizat;
- a 7-a și a 8-a cifră: subpoziția din Nomenclatura Combinată;
- a 9-a și a 10-a cifră: subpoziția TARIC pentru măsuri comunitare;
- a 11-a: diviziune pentru măsuri naționale.
Dacă o poziție sau o subpoziție a Sistemului Armonizat nu este subdivizată în scopuri comunitare, a 7-a și a 8-a cifră vor fi „00”.

## Regulamente ale Uniunii Europene
- Regulamentul (CEE) nr. 2658/87 al Consiliului din 23 iulie 1987 privind Nomenclatura tarifară și statistică și Tariful Vamal Comun
- Regulamentul (CE) nr. 1214/2007 al Comisiei din 20 septembrie 2007 de modificare a anexei I la Regulamentul (CEE) nr. 2658/87 al Consiliului privind Nomenclatura tarifară și statistică și Tariful Vamal Comun
- Regulamentul (CE) nr. 948/2009 al Comisiei din 30 septembrie 2009 de modificare a anexei I la Regulamentul (CEE) nr. 2658/87 al Consiliului privind Nomenclatura tarifară și statistică și Tariful vamal comun
- Regulamentul de punere în aplicare (UE) 2016/1821 al Comisiei din 6 octombrie 2016 de modificare a anexei I la Regulamentul (CEE) nr. 2658/87 al Consiliului privind Nomenclatura tarifară și statistică și Tariful vamal comun
- Regulamentul de punere în aplicare (UE) 2017/1925 al Comisiei din 12 octombrie 2017 de modificare a anexei I la Regulamentul (CEE) nr. 2658/87 al Consiliului privind Nomenclatura tarifară și statistică și Tariful vamal comun